# کوجی یوسا
کوجی یوسا (انگلیسی: Kōji Yusa; ۱۲ اوت ۱۹۶۸ – ) صداپیشه اهل ژاپن بود. وی از سال ۱۹۹۳ میلادی تاکنون مشغول فعالیت بوده‌است.